# Озолинь, Карл Мартынович
Ка́рл Марты́нович О́золинь (латыш. Kārlis Ozoliņš; 31 августа 1905 — 15 августа 1987) — латвийский советский политический и общественный деятель, журналист, редактор партийной газеты «Циня», член Союза писателей Латвийской ССР.

## Биография
Родился в Мадлиенской волости в бедной крестьянской семье.
С 1915 года — батрак, рабочий в Риге.
Ещё учась в гимназии, примкнул к социал-демократическому подполью. С 1924 года принимал участие в активной подпольной работе, в 1926 году вступил в нелегальную Коммунистическую партию. В 1927 г. был арестован за пропаганду коммунистических идей и приговорён к 3 годам тюремного заключения.
После освобождения стал профессиональным революционером, руководил коллегией пропагандистов, работал секретарём подпольного Рижского партийного комитета. Вторично арестовывался и отбывал тюремное заключение, в общей сложности провёл за решёткой около 10 лет.
После присоединения Латвии к СССР 1940 года — на ответственной партийной и советской работе. Работал в аппарате ЦК КП(б) Латвии, ответственный редактор газеты «Циня». На IX и X съездах Компартии Латвии избирался членом Центрального Комитета, а в ЦК  — членом бюро.
Во время Великой Отечественной войны руководил оперативной группой ЦК Компартии Латвии по организации подпольных антифашистских формирований  и партизанского движения в оккупированной республике, отвечал за  издание газеты «За Советскую Латвию». 
После освобождения Латвии от немецко-фашистских захватчиков, с марта по сентябрь 1944 года — секретарь ЦК КП(б) Латвии по кадрам, затем (до 1951 года) редактор центрального органа Компартии Латвии, Верховного Совета и Совета народных комиссаров, газеты на латышском языке «Циня».
В этот период окончил Высшую партийную школу при ЦК ВКП(б) в Москве.
В 1951-1952 гг. — заместитель председателя Президиума Верховного Совета Латвийской ССР. 
С 1952-го по 1959 год — председатель Президиума Верховного Совета Латвийской ССР. 
С 1960-го по 1961 год — заместитель председателя Президиума Верховного Совета Латвийской ССР.

## Общественная деятельность
С 1940-го по 1961 год — член ЦК КП Латвии. 
В 1958 году К.Озолиньш поддержал инициативу историка Я. Граудониса по созданию Латвийского общества охраны природы и памятников. 
Член Центральной ревизионной комиссии КПСС (1956—1961).
Делегат XX и XXI съездов КПСС. 
Депутат Верховного Совета Латвийской ССР второго—пятого созывов.
Депутат 3, 4 и 5-го созывов Совета национальностей Верховного Совета СССР, выдвигался по Валмиерскому избирательному округу Латвийской ССР.

## Литературная деятельность
К. М. Озолинь был членом Союза писателей Латвийской ССР. Работал в жанрах литературной критики и публицистики.

## Награды
Кавалер трех Орденов Ленина, орденов Красного Знамени, Отечественной войны I степени, двух орденов Трудового Красного Знамени, ордена Дружбы народов и Красной Звезды.